# Fravaux
Fravaux – miejscowość i gmina we Francji, w regionie Grand Est, w departamencie Aube.
Według danych na rok 1990 gminę zamieszkiwało 47 osób, a gęstość zaludnienia wynosiła 13 osób/km².

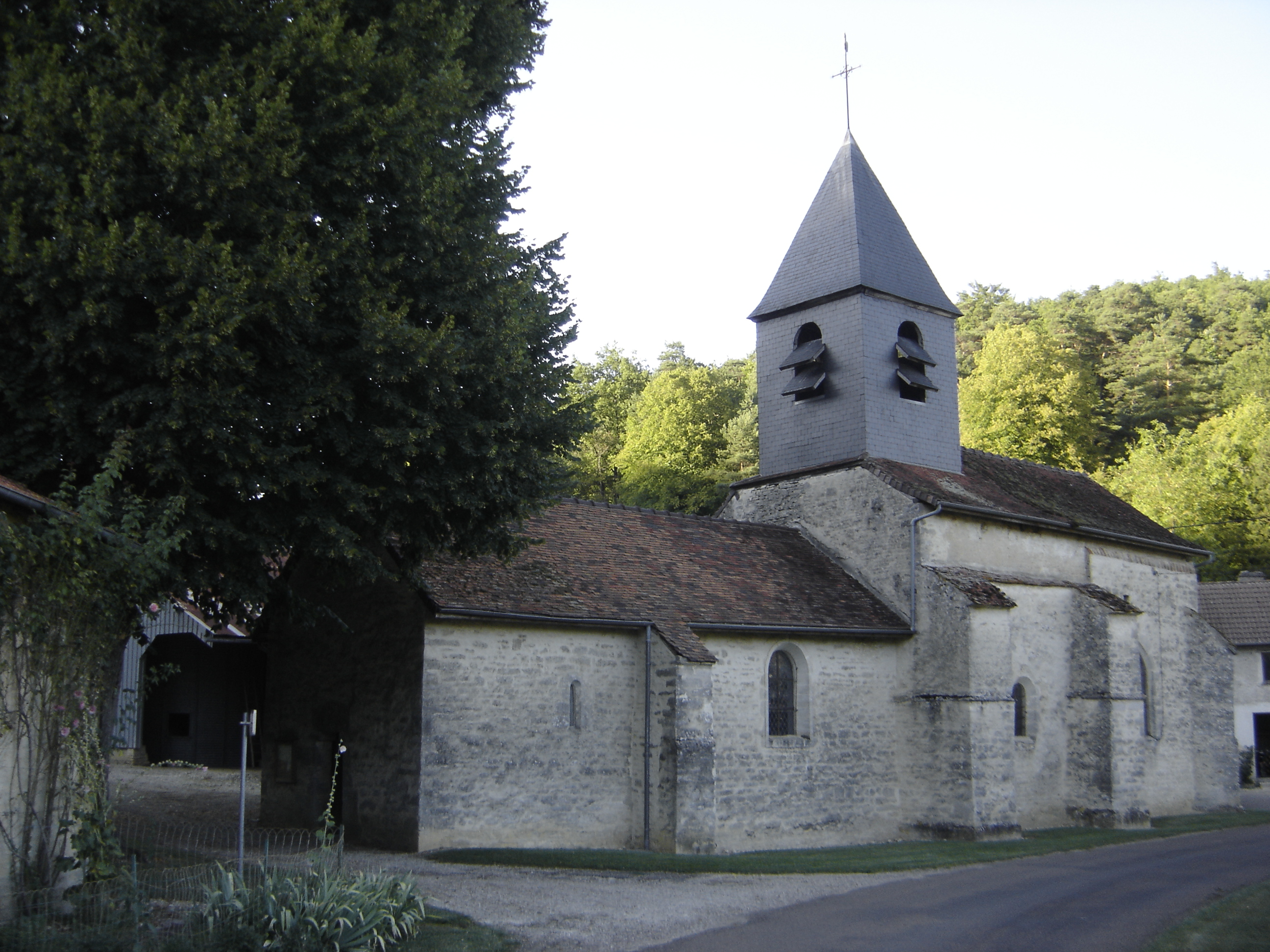
Kościół we Fravaux, 2009